# Cargo Zone
Cargo Zone est un magazine bimensuel consacré à la bande dessinée créé en 2007 et dont le premier numéro est paru pour la première fois en juillet.
Il publie quelques extraits d’albums à paraître. On peut voir par exemple dans le 1er numéro quelques images de l’album Lucien père et fils de la série Lucien.
Le magazine a arrêté de sortir au bout de cinq numéros.